# Communauté de communes du Canton d'Oulchy-le-Château
La Communauté de communes du Canton d'Oulchy-le-Château est une communauté de communes française située dans le département de l'Aisne.

## Historique
La communauté de communes a été créée par un arrêté préfectoral du 30 décembre 1994.
L'intercommunalité bénéficie d'une dérogation aux prescriptions de la loi portant nouvelle organisation territoriale de la République du 7 août 2015, qui prévoit que les établissements publics de coopération intercommunale (EPCI) à fiscalité propre doivent avoir un minimum de 15 000 habitants, en raison de sa faible densité démographique, et n'a donc pas eu à fusionner avec ses voisines.

## Territoire communautaire

### Composition
La communauté de communes est composée des 26 communes suivantes :

| Nom                       | Code Insee | Gentilé          | Superficie (km2) | Population (dernière pop. légale) | Densité (hab./km2) |
| ------------------------- | ---------- | ---------------- | ---------------- | --------------------------------- | ------------------ |
| Oulchy-le-Château (siège) | 02580      | Ulchéens         | 15,08            | 811 (2022)                        | 54                 |
| Ambrief                   | 02012      | Ambriérois       | 4,5              | 81 (2022)                         | 18                 |
| Arcy-Sainte-Restitue      | 02022      | Arcéens          | 26,43            | 398 (2022)                        | 15                 |
| Beugneux                  | 02082      | Beugneusiens     | 7,68             | 117 (2022)                        | 15                 |
| Billy-sur-Ourcq           | 02090      | Billyacois       | 10,17            | 195 (2022)                        | 19                 |
| Breny                     | 02121      | Brenois          | 4,52             | 219 (2022)                        | 48                 |
| Buzancy                   | 02138      | Buzancéens       | 4,75             | 183 (2022)                        | 39                 |
| Chacrise                  | 02154      | Chacrisois       | 12,74            | 367 (2022)                        | 29                 |
| Chaudun                   | 02172      | Chaudunois       | 8,52             | 244 (2022)                        | 29                 |
| Cramaille                 | 02233      | Cramaillois      | 8,12             | 133 (2022)                        | 16                 |
| Cuiry-Housse              | 02249      | Cuiry-Houssiens  | 8,54             | 102 (2022)                        | 12                 |
| Droizy                    | 02272      | Droizyacois      | 5,42             | 75 (2022)                         | 14                 |
| Grand-Rozoy               | 02665      | Grand-Rozoyens   | 12,45            | 299 (2022)                        | 24                 |
| Hartennes-et-Taux         | 02372      | Hartennois       | 6,31             | 341 (2022)                        | 54                 |
| Launoy                    | 02412      | Launoyens        | 9,1              | 98 (2022)                         | 11                 |
| Maast-et-Violaine         | 02447      | Maastois         | 10,96            | 133 (2022)                        | 12                 |
| Montgru-Saint-Hilaire     | 02507      | Montgruains      | 3,24             | 30 (2022)                         | 9,3                |
| Muret-et-Crouttes         | 02533      | Muretains        | 5,24             | 111 (2022)                        | 21                 |
| Nampteuil-sous-Muret      | 02536      | Namptoliens      | 3,38             | 93 (2022)                         | 28                 |
| Oulchy-la-Ville           | 02579      | Oulchyacois      | 7,13             | 127 (2022)                        | 18                 |
| Parcy-et-Tigny            | 02585      | Parcyacois       | 10,59            | 247 (2022)                        | 23                 |
| Le Plessier-Huleu         | 02606      | Plessiériens     | 5,2              | 85 (2022)                         | 16                 |
| Rozières-sur-Crise        | 02663      | Roziérois        | 7,32             | 234 (2022)                        | 32                 |
| Saint-Rémy-Blanzy         | 02693      | Saint-Rémois     | 13,99            | 225 (2022)                        | 16                 |
| Vierzy                    | 02799      | Vierzois         | 12,73            | 378 (2022)                        | 30                 |
| Villemontoire             | 02804      | Villemontoiriens | 7,65             | 210 (2022)                        | 27                 |

### Démographie
| 1968  | 1975  | 1982  | 1990  | 1999  | 2006  | 2011  | 2016  |
| ----- | ----- | ----- | ----- | ----- | ----- | ----- | ----- |
| 5 562 | 5 052 | 5 042 | 5 347 | 5 468 | 5 654 | 5 704 | 5 705 |

## Organisation

### Siège
Le siège de la communauté de communes est Oulchy-le-Chateau, 17, rue Potel.

### Élus
La communauté de communes est administrée par son conseil communautaire, composé pour la mandature 2020-2026 de 42 conseillers municipaux représentant les 26 communes membres répartis en fonction de leur population de la manière suivante :

- 5 délégués pour Oulchy-le-Château ;

- 2 délégués pour Arcy-Sainte-Restitue, Billy-sur-Ourcq, Breny, Buzancy, Chacrise, Chaudun, Hartennes-et-Taux, Parcy-et-Tigny, Rozières-sur-Crise, Grand-Rozoy, Saint-Rémy-Blanzy et Vierzy ;

- 1 délégué ou son suppléant, pour les autres communes.

Au terme des élections municipales de 2014 dans l'Aisne, le conseil communautaire a réélu son président, Hervé Muzart, maire de Vierzy, et désigné ses 6 vice-présidents, qui sont ; 
1. Noël Chenu, maire de Rozières-sur-Crise ;
2. Jean-Pierre Brioux, maire d'Oulchy-le-Château ;
3. Jean-Luc Samier, maire de Launoy ;
4. Christian Fouillard, conseiller municipal d'Oulchy-la-ville ;
5. Marina Carette, maire de Saint-Rémy-Blanzy ;
6. Frédérique Driviere, maire de Parcy-Tigny ;

À la suite du décès de Noël Chenu en octobre 2018, le nombre de vice-présidents est réduit à 5 jusqu'à la fin de la mandature 2014-2020.
À la suite du renouvellement intervenu lors des élections municipales de 2020, le conseil communautaire du 16 juillet 2020 a réélu son président, Hervé Muzart, maire de Vierzy et désigné ses 9 vice-présidents qui sont :
1. Jean-Pierre Brioux, maire d'Oulchy-le-Château, chargé à l'enfance, la jeunesse et les sports.
2. Frédérique Drivière, maire de Parcy-et-Tigny, chargée de l'environnement et de l'assainissement.
3. Patrick Bourel, conseiller municipal d'Arcy-Sainte-Restitue, chargé des finances.
4. Marina Carette, maire de Saint-Rémy-Blanzy, chargée de la santé.
5. Jean-Luc Samier, maire de Launoy, chargé de l'économie et du tourisme.
6. Arnaud Delattre, maire de Chacrise, chargé du numérique et de la communication.
7. Christian Fouillard, maire d'Oulchy-la-Ville, chargée de la mutualisation des services.
8. Éric Valet, maire de Breny, chargé du logement et des travaux.
9. Francis Callay, maire-adjoint d'Oulchy-le-Château, chargé de l'emploi et de l'insertion.

Ils forment ensemble l'exécutif de l'intercommunalité pour le mandat 2020-2026.

### Liste des présidents
| Période                                  | Période                       | Identité     | Étiquette | Qualité |
| ---------------------------------------- | ----------------------------- | ------------ | --------- | --- |
| Les données manquantes sont à compléter. |                               |              |           | |
| 2008                                     | En cours (au 18 juillet 2020) | Hervé Muzart | UMP → LR  | Agriculteur retraité Maire de Vierzy (2001 → ) Conseiller général d'Oulchy-le-Château (2001 → 2015) Réélu pour le mandat 2020-2026, |

### Compétences
L'intercommunalité exerce les compétences qui lui ont été transférées par les communes membres, dans les conditions déterminées par le code général des collectivités territoriales.
En 2018, il s'agit de :
Au titre des compétences obligatoires
1°  –  Aménagement   de  l’espace  pour  la  conduite  d’actions  d’intérêt   communautaire ;  schéma   de  cohérence territoriale   et   schéma   de   secteur ;   plan   local   d’urbanisme,   document   d’urbanisme   en   tenant   lieu   et   carte communale ;

2°   –   Actions   de   développement   économique   dans   les   conditions   prévues   à   l’article   L.4251-17 ;   création,
aménagement, entretien et gestion de zones d’activité industrielle, commerciale, tertiaire, artisanale, touristique, portuaire   ou   aéroportuaire ;   politique   locale   du   commerce   et   soutien   aux   activités   commerciales   d’intérêt communautaire ; promotion du tourisme, dont la création d’offices de tourisme ;

4° – Aménagement, entretien et gestion des aires d’accueil des gens du voyage et des terrains familiaux locatifs définis aux 1° à 3° du II de l’article 1er de la loi 2000-614 du 5 juillet 2000 relative à l’accueil et à l’habitat des gens du voyage ;

5° – Collecte et traitement des déchets des ménages et déchets assimilés.

Au titre des compétences optionnelles
1° – Protection et mise en valeur de l’environnement, le cas échéant, dans le cadre de schémas départementaux et soutien aux actions de maîtrise de la demande d’énergie ;
 
2° – Politique du logement et du cadre de vie ;

3° – Actions sociales d’intérêt communautaire.

Au titre des compétences facultatives
1° – Mise en place et gestion d’un système d’informations géographiques ;

2° - Mutualisation de moyens e, matière de technologies d’informations et de communications ;

3° - Réseaux et services locaux de communications électroniques :

- la construction d'infrastructures et de réseaux de communications électroniques ;
- l'acquisition de droits d'usage à des fins d'établir et d'exploiter des infrastructures et des réseaux de communications électroniques ;
- l'acquisition des infrastructures ou réseaux de communications électroniques existants ;
- la   mise   des   infrastructures   ou  réseaux  à   la   disposition  d'opérateurs   ou  d'utilisateurs   de   réseaux indépendants ;
- l'exploitation d'infrastructures et de réseaux de communications électroniques :

4° Mise en place d’un service public d’assainissement non collectif.

### Régime fiscal et budget
La communauté de communes est un établissement public de coopération intercommunale à fiscalité propre.
Afin de financer l'exercice de ses compétences, la communauté de communes perçoit une fiscalité additionnelle aux impôts locaux des communes, avec fiscalité professionnelle de zone (FPZ ) et sans fiscalité professionnelle sur les éoliennes (FPE).
Elle collecte également la taxe d'enlèvement des ordures ménagères (TEOM), qui finance ce service public.
Elle ne verse pas de dotation de solidarité communautaire (DSC) à ses communes membres.